# Heinrich-Böll-Archiv
Das Heinrich-Böll-Archiv mit Sitz in Köln ist eine Dokumentations- und Informationsstelle über das Leben und Werk von Heinrich Böll. Das Archiv arbeitet zusammen mit dem Historischen Archiv der Stadt Köln, dem Archiv der Erben Heinrich Bölls und der Heinrich-Böll-Stiftung. Es sammelt und katalogisiert sämtliche Arbeiten von Heinrich Böll sowie Sekundärliteratur über ihn.

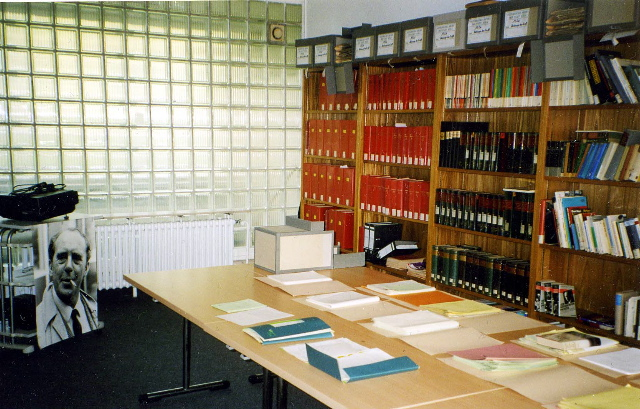
Arbeitsraum des Archivs in der Antwerpener Straße

## Geschichte
Das Heinrich-Böll-Archiv wurde 1979 aufgrund einer Vereinbarung der Stadt Köln mit Heinrich Böll eingerichtet. Dessen Assistent, sein Neffe Viktor Böll, wurde erster Leiter des Archivs. Trotz seiner schweren Krebserkrankung bereitete er noch den Umzug des Archivs von der Antwerpener Straße 19–29 in das Gebäude der Zentralbibliothek am Neumarkt vor. Nach Viktor Bölls Tod am 31. Januar 2009 wurde Dr. Gabriele Ewenz, zuvor Leiterin des Adorno-Archivs, seine Nachfolgerin.
Viele biographische Materialien aus dem Kölner Stadt-Archiv waren bei dessen Einsturz am 3. März 2009 noch im Heinrich-Böll-Archiv und entgingen dadurch der Vernichtung.

## Werkausgabe Heinrich Böll
Eine wesentliche Aufgabe des Archivs war die Mitarbeit bei der Herausgabe der kritischen, kommentierten Ausgabe der Werke Heinrich Bölls, die zwischen 2002 und 2010 im Verlag Kiepenheuer & Witsch erschien. Die Kölner Ausgabe umfasst 27 Bände.

## Veranstaltungen und Ausstellungen
Das Archiv veranstaltet Ausstellungen zu Leben und Werk von Heinrich Böll, darunter eine beim Archiv zu bestellende Plakatausstellung. Außerdem bietet es speziell für Schüler, aber auch für andere Gruppen, Einführungen in Leben und Werk des Literaturnobelpreisträgers Böll an und organisiert in Köln Stadtführungen auf den Spuren von Heinrich Böll.

## Veröffentlichungen
- Heinrich Böll. ...gebunden an Zeit und Zeitgenossenschaft. 70. Geburtstag am 21. Dezember 1987. Stadt Köln, Köln 1988
- Heinrich Böll und sein Verlag Kiepenheuer & Witsch. Der Deutsche Herbst. Heinrich Böll und die Terrorismus-Diskussion der 70er Jahre. Zwei Ausstellungen. Stadt Köln, Köln 1992